# Flat Rock (Michigan)
Flat Rock – miasto w Stanach Zjednoczonych, stanie Michigan, hrabstwie Wayne.